# أخبار الأئمة الرستميين (كتاب)
أخبار الأئمة الرستميين هو الاسم الذي أعطاه محققا الكتاب لما كان يعرف أحيانا بأخبار الأئمة الرستميين وأحيانا أخرى باسم تاريخ ابن الصغير أو سيرة ابن الصغير. وهو مصدر تاريخي من تأليف ابن الصغير ويهم الدولة الرستمية التي عاشت في القرنين 2 و3 الهجريين/8-9 للميلاد، وكانت عاصمتها تاهرت ويمتد ترابها من الجزائر إلى الجنوب التونسي إلى جبل نفوسة بالأراضي الطرابلسية.

## ابن الصغير
لا تتوفر معلومات كثيرة عن هذا الكاتب. وكان قد عاصر أواخر الدولة الرستمية، وعاش في عاصمتها تاهرت. ولم يكن على مذهبها الإباضي وإنما قد يكون شيعيا.

## تاريخ الكتاب
تم تأليف هذا الكتاب في نهاية القرن الثالث للهجرة 9 للميلاد من قبل ابن الصغير الذي اعتبر مؤرخ الدولة الرستمية رغم كونه لم يكن إباضيا. ويعتبره المسشرق موتيلانسكي (Motylinski) أقدم الوثائق المتعلقة بتاريخ إباضية المغرب العربي، مرجعا تاريخ تأليفه إلى حوالي عام 290هـ/ 903م  في حين يعتبر كتاب السيرة وأخبار الأئمة لأبي زكرياء يحي بن أبي بكر الوارجلاني الأقدم من تأليف أحد شيوخ المذهب ويعود إلى النصف الثاني من القرن 5هـ/11م. وقد وجدت مخطوطة الكتاب في إحدى مكتبات مزاب في بداية القرن العشرين، وقام بتحقيقها المستشرق موتيلانسكي ونشر ضمن أعمال مؤتمر المستشرقين الرابع عشر الذي انعقد في الجزائر العاصمة عام 1905. وأعيد طبع الكتاب عام 1975-1976 في مجلة الكراسات التونسية التي تصدر عن منشورات الجامعة التونسية، كما طبعت منه مستلة في عام 1976. ثم قام بتحقيقه والتعليق عليه كل من د. محمد ناصر وإبراهيم بحاز اعتمادا على النسختين المطبوعتين، ونشر عام 1406هـ / 1986 في دار الغرب الإسلامي في بيروت.

## المحتوى
اعتمد ابن الصغير في تأليفه لهذا الكتاب على مصدرين أحدهما ما رواه مشافهة عن إباضية تاهرت من ذلك روايته بخصوص مؤسس الدولة عبد الرحمن بن رستم: «أخبرني غير واحد من الإباضية عن من تقدم من آبائهم». وهذا لما يهم الأحداث السابقة، أما المصدر الثاني فيتمثل في مشاهدته الشخصية باعتباره معاصرا للأحداث. من جهة أخرى يكاد الكتاب يخلو من تواريخ أو أخبار الدولة الرستمية خارج العاصمة تاهرت. وعلى أية حال فقد جمع فيه أخبار الأئمة الرستميين الواحد تلو الآخر بالترتيب بدءا من عبد الرحمن بن رستم، ويقول عن عهده بأن «الكلمة واحدة والدعوة مجتمعة ولا خارج يخرج عليه ولا طاعن يطعن عليه، إلى أن اخترمته المنية وأنقضت أيام مدته». ثم ابنه عبد الوهاب، وقد ذكر ابن الصغير في شأنه بأنه «على يديه افترقت الإباضية، وافترق كبراؤهم، وتسمى قوم منهم بالنكار وتسمى قوم منهم بالوهبية»  الأوائل أنكروا تسميته لأن الإمامة لديهم لا تكون بالوراثة، في حين قبل الوهابية به فأطلق اسمه عليهم. وقد أطنب المؤلف في تبيان أسباب الافتراق والاختلاف. وصولا إلى حكم أبي حاتم الذي حكم إلى سنة 294هـ/ 607م.

## الإشارات المرجعية
1. ↑  أخبار الأئمة الرستميين لابن الصغير، دار الغرب الإسلامي، بيروت 1986، ص 13-14
2. ↑  المصدر نفسه، ص 20-21
3. ↑  المصدر نفسه، ص 7-9
4. ↑  المصدر نفسه ص 28
5. ↑  المصدر نفسه، ص 42
6. ↑  المصدر نفسه، ص 43